# Кардош, Йожеф
Йожеф Кардош (венг. Kardos József; 29 марта 1960 — 28 июля 2022) — венгерский футболист, игравший на позиции полузащитника.

## Биография

### Клубная карьера
Почти всю игровую карьеру играл на родине за «Уйпешт», в составе которого стал чемпионом Венгрии в 1979 году, а также выиграл три Кубка Венгрии в 1982, 1983 и 1987 годах. Помимо этого в 1983 году он был признан футболистом года в Венгрии. В последующие годы по одному сезону играл за «Вашаш», греческий «Аполлон Понту» и «Вац», в котором завершил карьеру игрока.

### Карьера в сборной
Играл за сборную Венгрии на ЧМ-1986, на котором венгры не вышли из группы. Всего за сборную Венгрии сыграл 33 матча и забил 3 мяча.

### Тренерская карьера
Был главным тренером целого ряда любительских и молодёжных команд.

### Смерть
Скончался 28 июля 2022 года на 63-м году жизни.

## Достижения
«Уйпешт»
- Чемпионат Венгрии (1): 1978/79
- Кубок Венгрии (3): 1981/82, 1982/83, 1986/87